# Phryneta silacea
Phryneta silacea es una especie de escarabajo longicornio de la subfamilia Lamiinae. Fue descrita científicamente por Aurivillius en 1907.
Se distribuye por Ghana y Togo. Posee una longitud corporal de 20 milímetros. El período de vuelo de esta especie ocurre únicamente en el mes de junio.